# Barna János (szerzetes)
Lázi Barna János (Lázi (Liptó vármegye) 1684. február 24. – Szatmár, 1731. március 2.) jezsuita rendi hitszónok.

## Élete
Előbb Nagyszombatban, később mint romhányi plébános, apát és váci kanonok, különösen mint magyar és szlovák hitszónok működött. 1725-ben Budán a trinitáriusok betelepítésénél volt kiváló érdeme; 1729-ben Szatmárra ment.

## Munkái
1. A Krisztus Jesus oskolája. Nagy-Szombat, 1714 (azután Pozsony, 1762, 1768 és 1800)
2. SSS. Trinitatis... selectissimus cultus. Nagy-Szombat, 1727 (B. J. jegy alatt újra átnézve kiadta)
3. SS. Trinitatis almae congregationis 1725. erectae privilegia cum praefacione longa ad bar. Szeletzky, Uo. 1730